# Mărăști (okręg Vrancea)
Mărăști – wieś w Rumunii, w okręgu Vrancea, w gminie Răcoasa. W 2011 roku liczyła 545
mieszkańców